# 英知短期大学
英知短期大学（日语：／ Eichi Tanki Daigaku *）是过去一所位于日本兵库县尼崎市的私立短期大学。

## 概要

### 简介
- 短期大学为于1962年开办[1]、由学校法人英知学院经营、教育的基础是天主教。招生到1972年、停办于1974年[2]。

### 历史
- 1962年 英知短期大学成立并同时设置一个学科即宗教科[2]。
- 1972年 招生最后、次年停止招生（正式停办于1974年3月28日[2]）。

## 学校环境
- 校区：兵库县尼崎市[注 1]

## 历任校长
- 田口芳五郎：第一代短期大学校长[3]。
- 岸英司：最后短期大学校长[4]。

## 组织

### 学科
- 宗教科

### 专科
| - 没有 |

### 业余课程
| - 没有 |

## 相关链接
- 日本短期大学列表